# L'Appel (Gauguin)
L'Appel est un tableau du peintre français Paul Gauguin conservé au Cleveland Museum of Art.